# René Desaeyere
René Desaeyere (født 14. september 1947) er en tidligere belgisk fodboldspiller og træner.